# NGC 497
NGC 497 es una galaxia espiral barrada (SBbc) localizada en la dirección de la constelación de Cetus. Posee una declinación de -00° 52' 29" y una ascensión recta de 1 horas, 22 minutos y 23,9 segundos.
La galaxia NGC 497 fue descubierta en 6 de noviembre de 1882 por Édouard Jean-Marie Stephan.